# Strange Frontier
Strange Frontier è un album di studio inciso da Roger Taylor, uscito nel giugno del 1984 e anticipato dal singolo Man on Fire, pubblicato tre settimane prima. 

## Il disco
Strange Frontier venne registrato ai Mountain Studios di Montreux in Svizzera e ai Musicland Studios di Monaco di Baviera. È stato co-prodotto da David Richards e Mack.
Rispetto al disco precedente, c'è un netto orientamento verso un sound più Pop rock, concreto, personale, più maturo e piuttosto definito, mentre la componente della sperimentazione viene accantonata.
Il batterista decise di raccogliere tutte quelle tracce, scritte durante le sessioni di The Works con i Queen, ma che non sarebbero state adatte per lo stile musicale della band inglese. L'album raggiunse la posizione numero 30 nelle classifiche inglesi. Venne anticipato dal singolo "Man on Fire", il cui videoclip fu diretto da Tim Pope, che ottenne solo la 66ª posizione nelle classifiche inglesi e fu seguito dal secondo singolo estratto "Strange Frontier", il cui videoclip fu realizzato sulla base del film "Rebel Without a Cause" di James Dean.

## Tracce
Lato A
1. Strange Frontier - 4:15 - (R. Taylor)
2. Beautiful Dreams - 4:23 - (R. Taylor)
3. Man On Fire - 4:04 - (R. Taylor)
4. Racing In The Street - 4:27 - (B. Springsteen)
5. Masters of War - 3:51 -  (B.Dylan)

Lato B
1. Killing Time - 4:57 - (R. Taylor)
2. Abandonfire - 4:12 - (R. Taylor; D. Richards)
3. Young Love - 3:21 - (R. Taylor)
4. It's An Illusion - 4:02 - (R. Taylor; Rick Parfitt)
5. I Cry For You (Love, Hope and Confusion) - 4:21 - (R. Taylor; D. Richards)

"Man on Fire" è il miglior brano del disco, assieme alla title track. Il suo videoclip, girato nel maggio 1984, venne bandito da MTV poiché raffigurava una ragazzina all'interno di un edificio che poi esplode. 
"Masters of War" è una cover del brano di Bob Dylan, che qui presenta un arrangiamento piuttosto cupo e pieno di sintetizzatori. 
"Racing in the Streets" è una cover del brano di Bruce Springsteen, qui trasformata in un allegro pezzo pop rock.

## Formazione
- Roger Taylor - voce, batteria, percussioni, tastiere, basso, chitarra, synth, programmazione
- David Richards - synth, programmazione
- Rick Parfitt - chitarra ritmica in It's An Illusion
- John Deacon - basso in It's An Illusion
- Freddie Mercury - voce d'accompagnamento in Killing Time